# Bob Siebenberg
Robert Layne Bob Siebenberg (Glendale, 31 de octubre de 1949) es un baterista estadounidense, principalmente conocido por su trabajo con la banda británica de rock progresivo Supertramp. Después de tocar en varios grupos locales, Siebenberg entró a formar parte de la llamada «formación clásica» de Supertramp en 1974, con quien grabó sus álbumes más exitosos desde Crime of the Century (1974). Tras la marcha de Roger Hodgson (en 1983) y de Dougie Thomson (en 1988), Siebenberg continuó como baterista de Supertramp bajo el liderazgo de Rick Davies.
Además de su trabajo como batería, Siebenberg también ha grabado como músico de sesión con otros artistas y ha publicado dos discos en solitario: Giants in Our Own Room (1984) y The Long Shot (1987).

## Biografía
Antes de su unión a Supertramp, Siebenberg formó parte del grupo de pub rock Bees Make Honey, así como de RHS, en donde participaron Patrick Landreville y Scott Gorham.
En 1984, Siebenberg publicó un álbum en solitario, Giants In Our Own Room, donde canta en la mitad de las canciones e interviene tocando los teclados y la batería. Para el álbum, Siebenberg estuvo respaldado por Scott Gorham, miembro de Thin Lizzy y cuñado de Siebenberg al estar este casado con Vicki Gorham, hermana de Scott, así como por otros músicos entre los que se incluyen Steve Ferris, de Mister Mister; B. J. Wilson, Kerry Hatch, de Oingo Boingo, y su compañero de grupo John Helliwell.
En 1989, Siebenberg publicó un segundo álbum, The Long Shot, acreditado a "Heads Up" y coescrito con Dennis O'Donnell. El proyecto contó con la colaboración de Mark Hart, Brad Cole, John Helliwell, Marty Walsh y Scott Gorham.
Como batería experimentado, Siebenberg muestra una gran aptitud para la evolución constante de los patrones y ritmos típicos del género. Al respecto, su hijo, Jesse Siebenberg, ha participado junto a su padre con Supertramp a partir de la publicación del álbum en directo It Was the Best of Times.
En 2010, volvió a salir con Supertramp en la gira 70-10 Tour, que se extendió un año después a Norteamérica y Francia. Después de la gira, retomó su trabajo en The Glendale River, un nuevo álbum en solitario en producción desde 1997 que contó con la colaboración de su hijo Jessee.

## Discografía
- 1984: Giants in Our Own Room
- 1989: The Long Shot